# Berlin-Britz
Britz ist ein Ortsteil im Berliner Bezirk Neukölln.

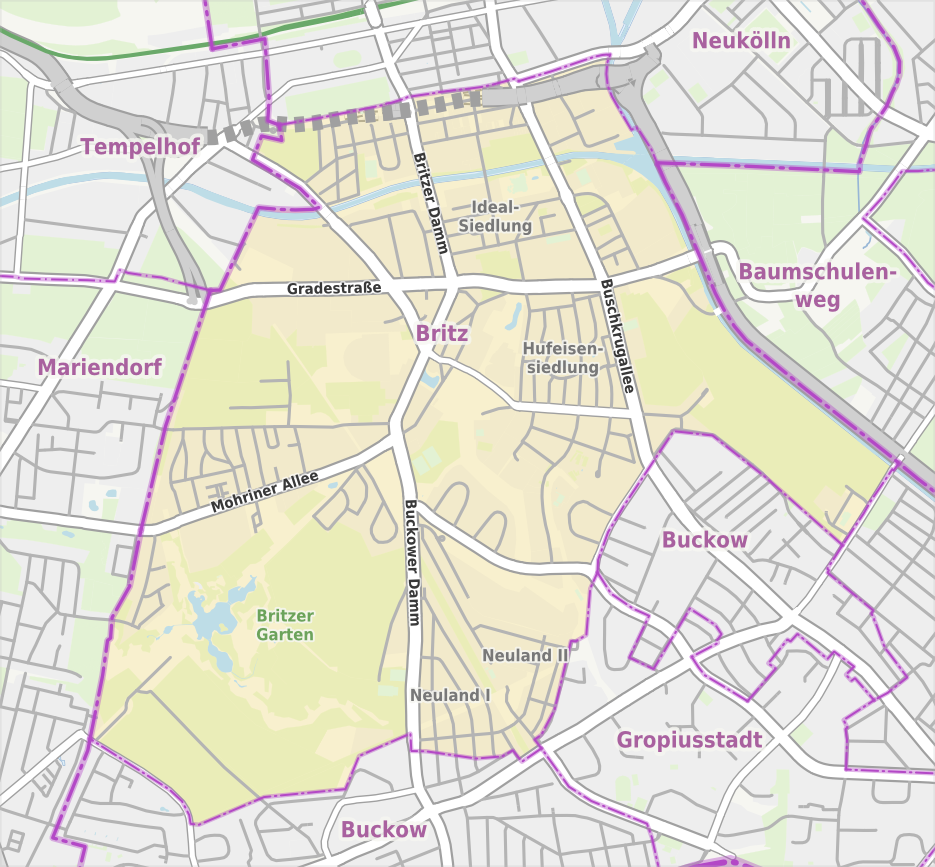
Karte von Berlin-Britz

## Geschichte

### 14. bis 19. Jahrhundert
Britz wurde urkundlich erstmals im Jahr 1305 erwähnt.

### Seit dem 20. Jahrhundert
Britz gehörte zum Kreis Teltow der preußischen Provinz Brandenburg. Bei der Bildung Groß-Berlins im Jahr 1920 kam der Ort mit 13.475 Einwohnern zum Berliner Bezirk Neukölln. Auf dem Gelände des ehemaligen Ritterguts entstand in der Zeit ab 1925 die Großsiedlung Britz (früher: Fritz-Reuter-Stadt), bestehend aus der Hufeisensiedlung und der Krugpfuhlsiedlung.
Während der NS-Diktatur waren Bewohner der Hufeisensiedlung und der Siedlung am Krugpfuhl in unterschiedlicher Form am Widerstand gegen den Nationalsozialismus beteiligt. Die zahlreichen Stolpersteine zeugen aktuell davon. In der Zeit zwischen 1934 und 1938 gehörten aber auch der Organisator und „industrielle Massenmörder“ Adolf Eichmann und sein Freund Dieter Wisliceny zu den Bewohnern der Siedlung.
In den 1960er Jahren entstand die Großwohnsiedlung Britz-Buckow-Rudow, die seit 2002 den eigenen Ortsteil Gropiusstadt bildet.

## Bevölkerung
| Jahr    | Einwohner |
| ------- | --------- |
| 1734    | 00181     |
| 1772    | 00248     |
| 01801 1 | 00267     |
| 1817    | 00324     |
| 1840    | 00573     |
| 1858    | 001.068 2 |
| 1871    | 001.888 3 |
| 1880    | 03.361    |
| 1890    | 05.494    |
| 1895    | 06.844    |
| 1900    | 08.538    |

| Jahr | Einwohner |
| ---- | --------- |
| 1910 | 11.502    |
| 1919 | 13.475    |
| 1925 | 14.551    |
| 1930 | 26.858    |
| 1938 | 38.847    |
| 1946 | 34.765    |
| 1950 | 37.108    |
| 1960 | 47.474    |
| 1970 | 46.448    |
| 1987 | 38.094    |
| 1991 | 40.263    |

| Jahr | Einwohner |
| ---- | --------- |
| 2000 | 38.900    |
| 2007 | 38.348    |
| 2010 | 38.761    |
| 2015 | 41.931    |
| 2020 | 42.846    |
| 2021 | 42.679    |
| 2022 | 43.250    |
| 2023 | 44.029    |
| 2024 | 44.012    |

Quellen: 1871–1919 Gross-Berlin: Geographie der Weltstadt. Friedrich Leyden, 1933. 1930–1987 Statistisches Jahrbuch von Berlin (jeweilige Jahre). Ab 2000 Einwohnerregisterstatistik Berlin. Amt für Statistik Berlin-Brandenburg (jeweilige Jahre)

## Sehenswürdigkeiten und Kultur

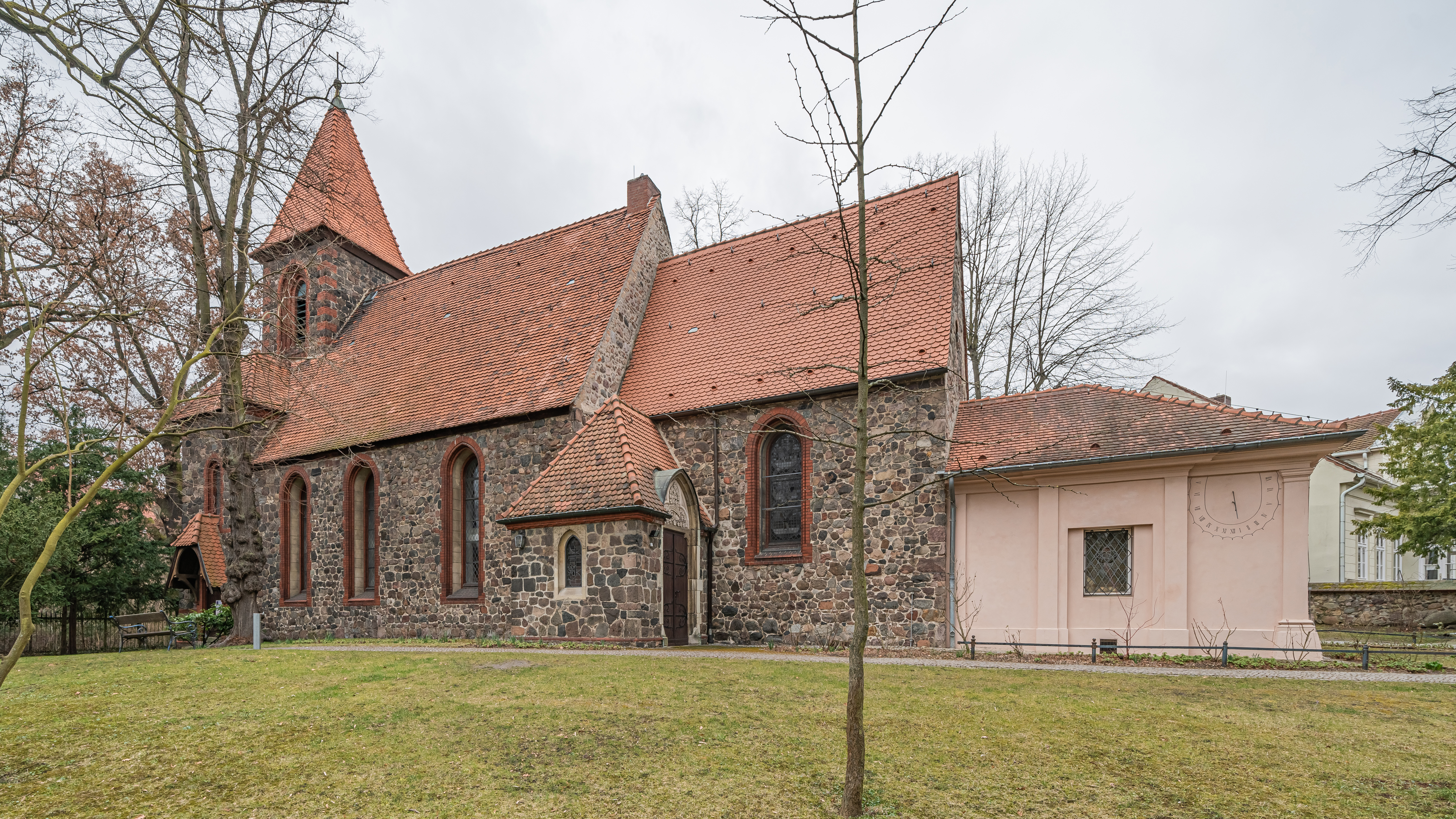
Dorfkirche Britz

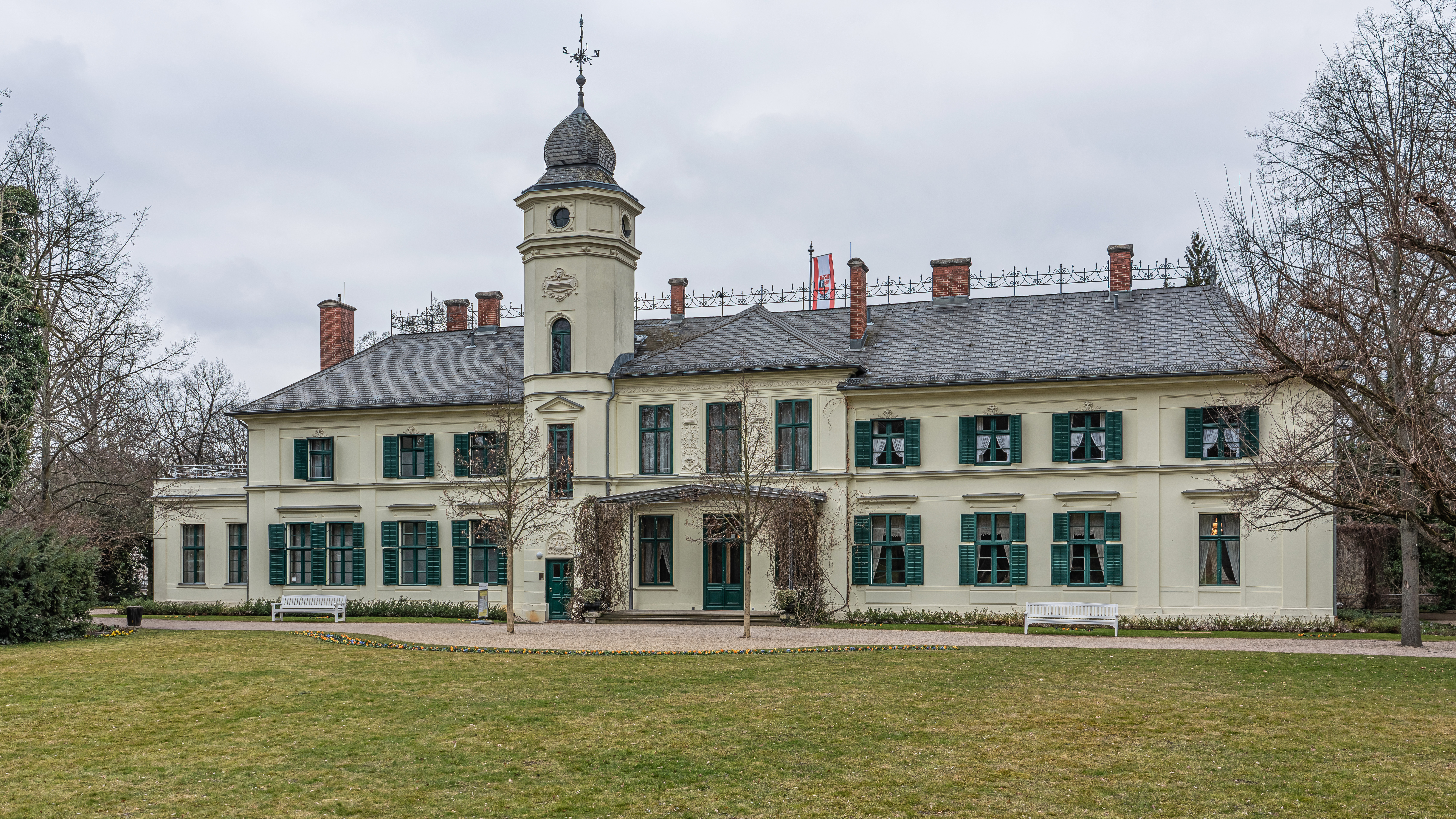
Schloss Britz

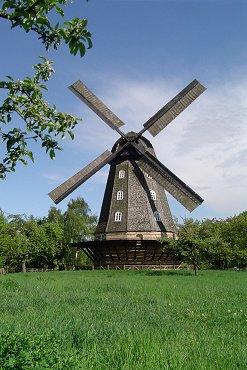
Britzer Mühle

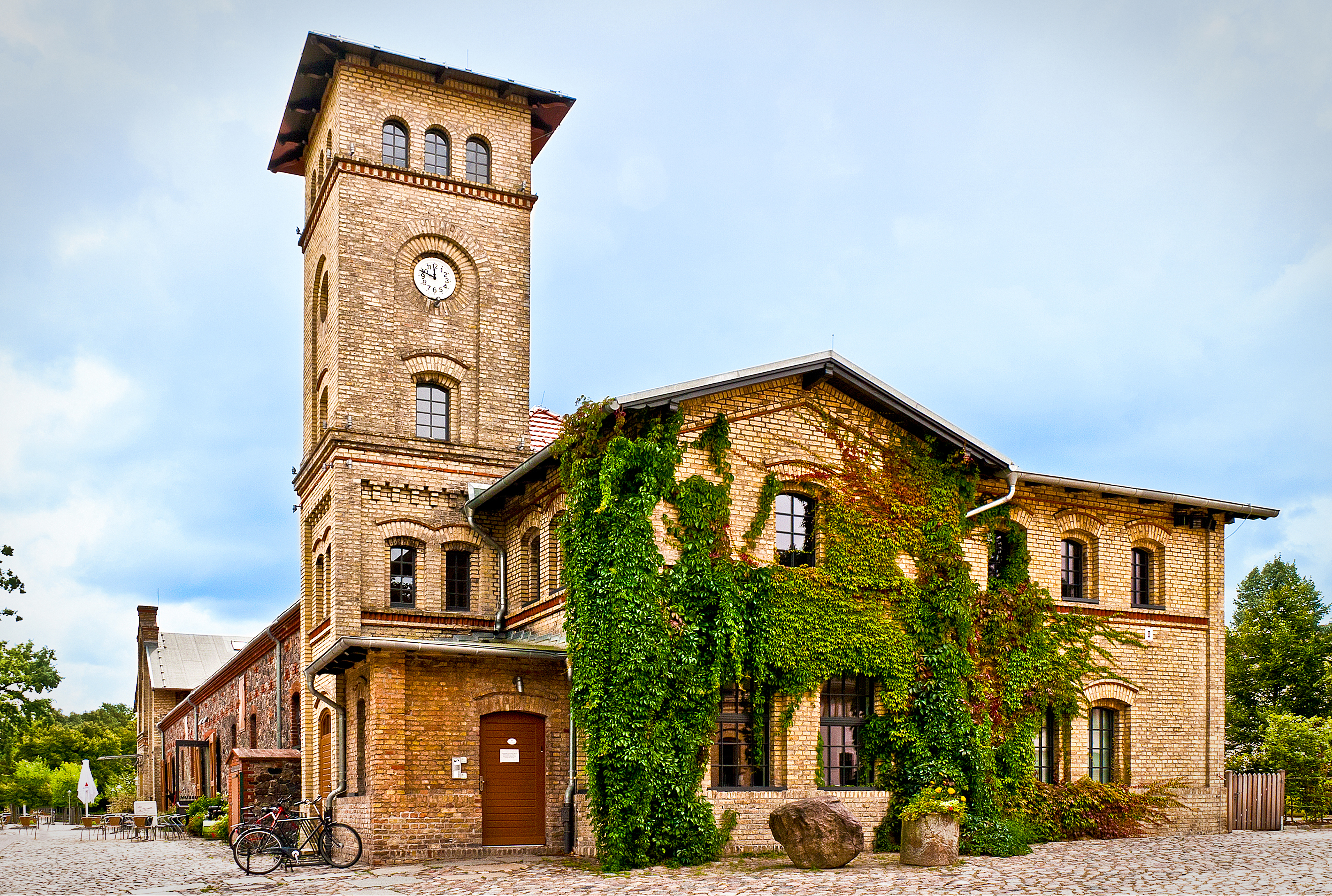
Gutshof Britz

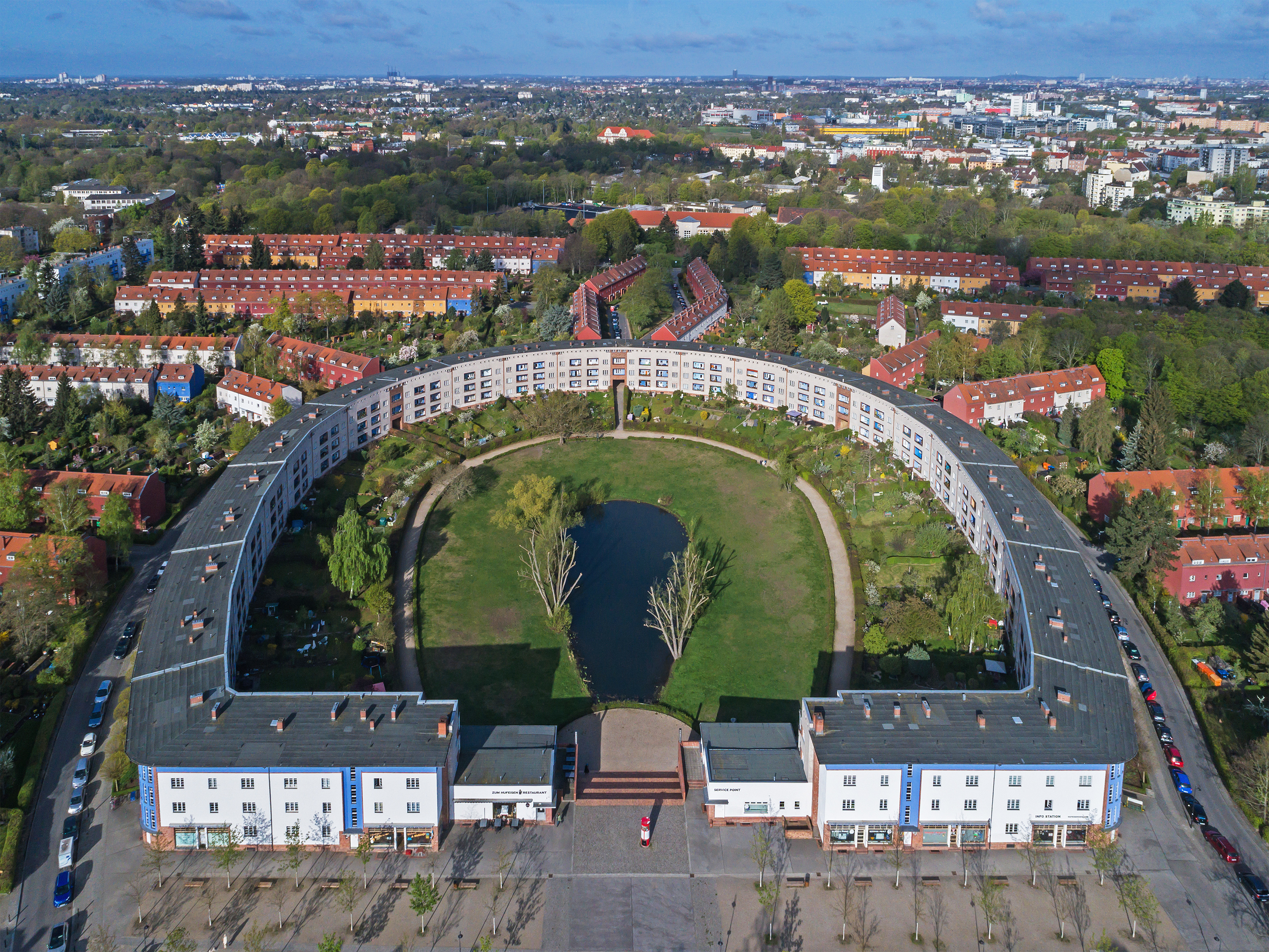
Hufeisensiedlung

In der Liste der Kulturdenkmale in Berlin-Britz stehen die in der Denkmalliste des Landes Berlin eingetragenen Kulturdenkmale.

### Bauwerke
- Dorfkirche Britz, Backbergstraße 40, Feldsteinkirche der Zeit um 1250. Nach Brandschäden 1948 wiederhergestellt, erhielt die Kirche Glasmalereien von Charles Crodel (Weihnachts- und Tauffenster)
- Gutshof Britz des ehemaligen Rittergutes mit historischem Kuh-, Pferde- und Ochsenstall, Alt-Britz 81–89, beherbergt heute ein Restaurant, den Kulturstall, das Museum Neukölln und die Musikschule Neukölln Paul Hindemith
- Schloss Britz mit Gutspark, Alt Britz 73, einstiges Gutshaus, geht auf das abgebrannte Gutshaus aus dem 15. Jahrhundert zurück. 1706 wurde das jetzige Herrenhaus unter dem Gutsherrn Feldmarschall Sigismund von Erlach errichtet. 1880 erfolgte die letzte große Umgestaltung nach Entwürfen von Carl Busse, der Ausstattung und Turm im Neorenaissance-Stil hinzufügte.
- Britzer Mühle (Holländerwindmühle), 1863 erbaut und 1985 im Rahmen der Bundesgartenschau umfassend restauriert, heute ein produzierendes Denkmal
- Ideal-Siedlung nördlich der mittleren Hannemannstraße, seit 1907 Mustergartenstadtsiedlung der gleichnamigen Baugenossenschaft
- Großsiedlung Britz, bestand in ihrer ersten Bauphase zwischen 1925 und 1933 nur aus zwei durch die Fritz-Reuter-Allee getrennten Teilsiedlungen, die nach Plänen von Bruno Taut und Martin Wagner beziehungsweise Paul Engelmann und Emil Fangmeyer in industrieller Fertigung erstellt wurden (Hufeisensiedlung und Krugpfuhlsiedlung). Sie ist eines der ersten Projekte des sozialen Wohnungsbaus, das später jenseits der Parchimer Allee und der Buschkrugallee erweitert wurde. Im Juli 2008 wurde die von Taut und Wagner konzipierte Siedlung zusammen mit fünf weiteren „Siedlungen der Berliner Moderne“ in die UNESCO-Liste des Welterbes aufgenommen.
- Marktplatz Britz-Süd, unter Denkmalschutz stehendes Bauensemble mit großem Kinobau aus den 1950er Jahren, gehört ebenfalls zur erweiterten Großsiedlung Britz
- Ehemaliges Krankenhaus Britz (heute: Bürgeramt 3) an der Blaschkoallee 32, als Rotklinkerbau in den Jahren 1894 bis 1896 vom Landkreis Teltow erbaut, Städtisches Krankenhaus ab 1. April 1924, seit 2000 Bürgeramt
- Mietshauskomplex an der Hannemannstraße, genannt die Löwenhäuser, zu Beginn des 20. Jahrhunderts auf einer früheren Kiesgrube durch den Bauunternehmer Georg Behnke errichtet. Behnke war auch Stuckateur und Bildhauer und schuf als Fassadenschmuck eine 3,50 Meter hohe Löwenfigur an einem der neuen Wohnhäuser. Wegen starker Beschädigung wurde die Figur 1973 abgetragen, aber seit dem Jahr 2010 gibt es eine Löwendarstellung als Mosaikpflaster an der Straße.[5]

### Weitere Sehenswürdigkeiten
- Britzer Garten, seit der Bundesgartenschau 1985 eines der Schmuckstücke des Bezirks Neukölln
- Freilandlabor Britz und Umweltzentrum im Britzer Garten (ökologische Bildungsstätten). Das Gebäude im Britzer Garten wurde 2018 vollständig erneuert wiedereröffnet.
- Weingut Britz, 2002 angelegter Weingarten im Koppelweg 70. Das nichtkommerzielle Weingut widmet sich der Tradition der Pflege des Weinanbaus in Britz, wo bereits vor 300 Jahren Wein angebaut wurde. Es wird von der Gemeinnützigen Gesellschaft zur Förderung von Bildung, Kultur und Umweltschutz (PA Berlin) mbH betrieben und durch den Verein zur Förderung des Britzer Weinguts unterstützt.
- Kirchhof Sankt Simeon und Sankt Lukas, 1897 errichtet

### Brunnen, Denkmäler und Gedenksteine
- Brunnen-Plastik Fette Henne am Britzer Garten
- Ensemble aus Zierbrunnen und fünf Schöpfstellen mit Skulpturen sowie die Monumentalfigur Persephone des Bildhauers Max Kruse direkt neben dem Britzer Garten im weitläufigen Parkfriedhof Neukölln
- Goldener Esel („Rostesel“) an der Mohriner Allee Ecke Britzer Damm
- Gedenkstein für Erich Mühsam in der Dörchläuchtingstraße, nur wenige Meter von seinem einstigen Wohnhaus entfernt
- Fontänenanlage, die seit etwa dem Jahr 2000 trockengelegt war, in der Lipschitzallee (Wohnlage Gropiusstadt). Im Juli 2019 konnte die fünf Meter hoch sprudelnde Fontäne nach umfassender Erneuerung der Technik, der Brunnenschale und des baulichen Umfeldes wieder in Betrieb genommen werden.[6]

### Parks

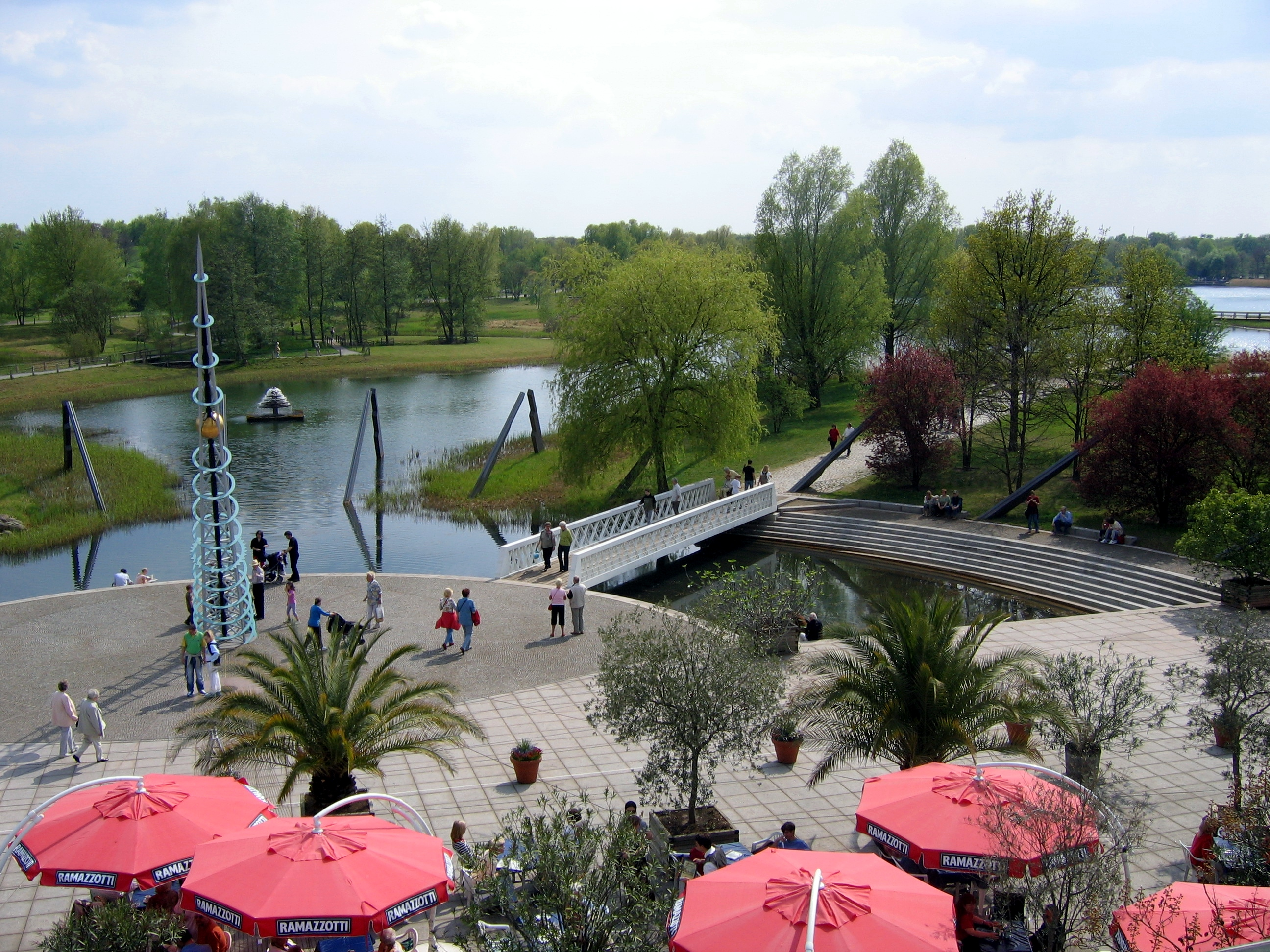
„Kalenderplatz“ im Britzer Garten

- Britzer Garten, 90 Hektar großes Gelände der Bundesgartenschau 1985
- Parkfriedhof Neukölln mit weiten parkähnlichen Arealen
- Gutspark Britz, erstmals 1690 angelegt, mehrfach als schönster Park Berlins ausgezeichnet
- Grünanlage Britz-Süd
- Park am Buschkrug
- Carl-Weder-Park, entstand als Kompensation für den Bau des Autobahntunnels Britz auf dem Tunnel

### Teiche und Wasserflächen
Die aufgeführten Pfuhle sind von unterschiedlich großen Frei- und Grünflächen umgeben.
- Brandpfuhl (Lage)
- Britzer Kirchteich (Lage)
- Fennpfuhl (Lage)
- Großer Eckerpfuhl (Lage)
- Hufeisenteich (Lage)
- Krugpfuhl (Lage)
- Papenpfuhl (Lage)
- Roetepfuhl (Lage)
- Walnußteich (Lage)
- Teltowkanal zwischen dem Gewerbegebiet am Hafen Britz-West (520 Meter westlich der Wilhelm-Borgmann-Brücke am Tempelhofer Weg, Lage) und dem Hafen Britz-Ost (Lage). Nach Südosten gehört der Kanal zwischen dem Britzer Hafensteig (Lage) und der Ernst-Keller-Brücke einschließlich (Johannisthaler Chaussee, Lage) zu Britz, das (nord-)östliche Ufer ist die Ortsteilgrenze zu Baumschulenweg.
- Hafen Britz-Ost (Lage)
- Hafen Britz-West (Lage)
- Im Britzer Garten: Hauptsee, Östlicher See, Südlicher See, Irissee, Kopfweidenpfuhl, Teichbach.

### Großsiedlung Britz
Nach den planerischen Vorarbeiten der Kommune Berlin im Winter 1924 / Frühjahr 1925 sollten auf dem Ackerland des ehemaligen Rittergutes Britz mit Hauszinssteuermitteln öffentlich geförderte Wohnungen erstellt werden. Die Fläche wurde an einer Nord-Süd-Achse (Fritz-Reuter-Allee) in zwei in sich geschlossene Siedlungen mit jeweils rund 1000 Wohneinheiten geteilt und die Reihenmietshäuser und die Randbebauungen im ersten Bauabschnitt 1925/1926 von zwei unterschiedlichen – erst 1924 neu gegründeten – Wohnungsbaugesellschaften hochgezogen:
- Die Deutsche Gesellschaft zur Förderung des Wohnungsbaus (Degewo) erhielt den östlich des Grünen Rings‚ (heute: Fritz-Reuter-Allee) liegenden Bereich zugeteilt und errichtete hier die Eierteichsiedlung oder Krugpfuhl-Siedlung an der Buschkrugallee (Planung: Paul Engelmann und Emil Fangmeyer);
- Die Gemeinnützige Heimstätten-Aktien-Gesellschaft (GEHAG), eine Tochtergesellschaft der von Martin Wagner geleiteten Deutschen Wohnungsfürsorge Aktiengesellschaft (DEWOG), stellte auf dem westlich der Fritz-Reuter-Allee liegenden Gelände unter der organisatorischen und künstlerischen Leitung Martin Wagners und Bruno Tauts die bekannte Hufeisensiedlung dagegen.

Bei der nach knapp einem Jahr Bauzeit anstehenden Fertigstellung des ersten Bauabschnittes waren westlich der Nord-Süd-Achse das halbe Hufeisen, die „Rote Front“ und die Einfamilienhäuser im Hüsung und dem nördlich angrenzenden Gelände mit zusammen 500 Wohneinheiten zum 1. September 1926 bezugsfertig. Die östlich gelegene Krugpfuhl-Siedlung war da bereits nahezu fertig.
Über das Belegungsverfahren in der Hufeisensiedlung berichteten die Betroffenen ex post, dass die Mitgliedschaft in einer Gewerkschaft und/oder der SPD Grundbedingung für den Einzug gewesen sei. Eindeutig belegt ist, dass die Mieter der Großsiedlung Britz hauptsächlich aus Anhängern der SPD bestanden. Das Wahlergebnis vom November 1928 weist für die Großsiedlung 50 % der Stimmen für die SPD und 16 % für die KPD aus. (NSDAP 5 %).
Die Mieter der beiden Siedlungsteile schlossen sich unmittelbar nach ihrem Einzug im Herbst 1926 zu zwei getrennten Mietervertretungen zusammen:
- In der degewo-Siedlung gründete sich der Siedlerverein am Buschkrug e. V.: Dieser vertrat die Interessen der Bewohner östlich der Fritz-Reuter-Allee und gab als Informationsorgan das wöchentlich erscheinende Nachrichtenblatt der Großsiedlung Berlin-Britz, im Laufe des Jahres 1928 für kurze Zeit zusätzlich oder wahrscheinlich stattdessen das Informationsblatt Heim am Buschkrug heraus.
- Auf der anderen Seite der Straße schlossen sich die Mieter der Hufeisensiedlung zu einem „Bewohnerausschuss der Gehagsiedlung“ zusammen und gaben im Herbst 1926 die noch im gleichen Jahr wieder eingestellte Zeitschrift Das Hufeisen heraus. An die Stelle dieser reinen Siedlungszeitschrift trat ab März 1927 das wöchentlich erscheinende Organ Die Wohngemeinschaft – Das Blatt der Großsiedlung Britz, Neukölln-Dammweg und des Siedlervereins Neu-Rudow. Diese Zeitschrift erschien bis mindestens Ende 1929, ab Ende 1928 überregional mit dem Untertitel Das Blatt der Großsiedlungen.

### Sendeanlage RIAS/Deutschlandradio

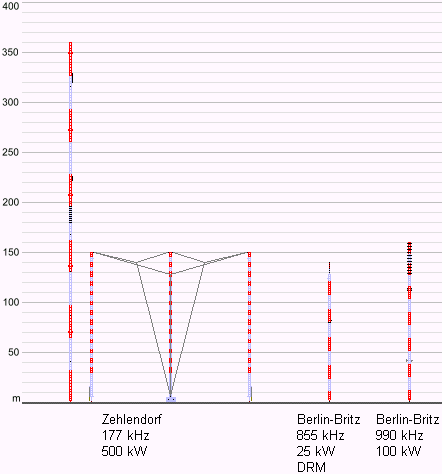
Höhendiagramm der Sendemasten der Lang- und Mittelwellensender von Deutschlandradio

Im Jahr 1946 errichtete die US-amerikanische Militärverwaltung auf dem Areal einer ehemaligen Baumschule eine Sendeanlage für den neu gegründeten RIAS. Die Antenne war zwischen zwei 30 Meter hohen Holzmasten gespannt. 1947 wurde sie durch einen 60 Meter hohen gegen Erde isolierten abgespannten Gittermast ersetzt. Dieser wiederum wurde 1948 von zwei heute nicht mehr vorhandenen – gegen Erdung isolierten – abgespannten Stahlfachwerkmasten von zunächst je 100 Metern Höhe abgelöst.
In den Folgejahren wurden beide selbststrahlende Sendemasten auf Höhen von 160 Metern und 144 Metern aufgestockt und auch mit Sendeantennen für UKW versehen. Sie wurden 2012 bzw. 2015 rückgebaut.
Ab 1949 wurde von Berlin-Britz aus auch auf Kurzwelle gesendet. Hierfür wurde eine in Ost-West-Richtung orientierte Dipolantenne auf dem Stationsgelände errichtet. Als zweite Kurzwellenantenne kam 1983 ein Ganzwellendipol hinzu.
Zur besseren Rundfunkversorgung der DDR mit dem 1. Programm des RIAS ging 1978 auf dem Stationsgelände eine Kreuzdipolantenne für die Mittelwellenfrequenz 990 kHz in Betrieb. Diese zirkular polarisierte Antenne strahlte steil in die Ionosphäre und ermöglichte so während der Nachtstunden einen guten Empfang dieses Programms in der gesamten DDR. Diese – an fünf 30,5 Meter hohen abgespannten Masten aufgehängte – Sendeantenne musste Ende 1995 aus Gründen der nicht bestehenden elektromagnetischen Umweltverträglichkeit stillgelegt werden. Bis zum 3. September 2013 wurde von hier das Deutschlandradio-Programm gesendet.

### Britzer Baumblüte

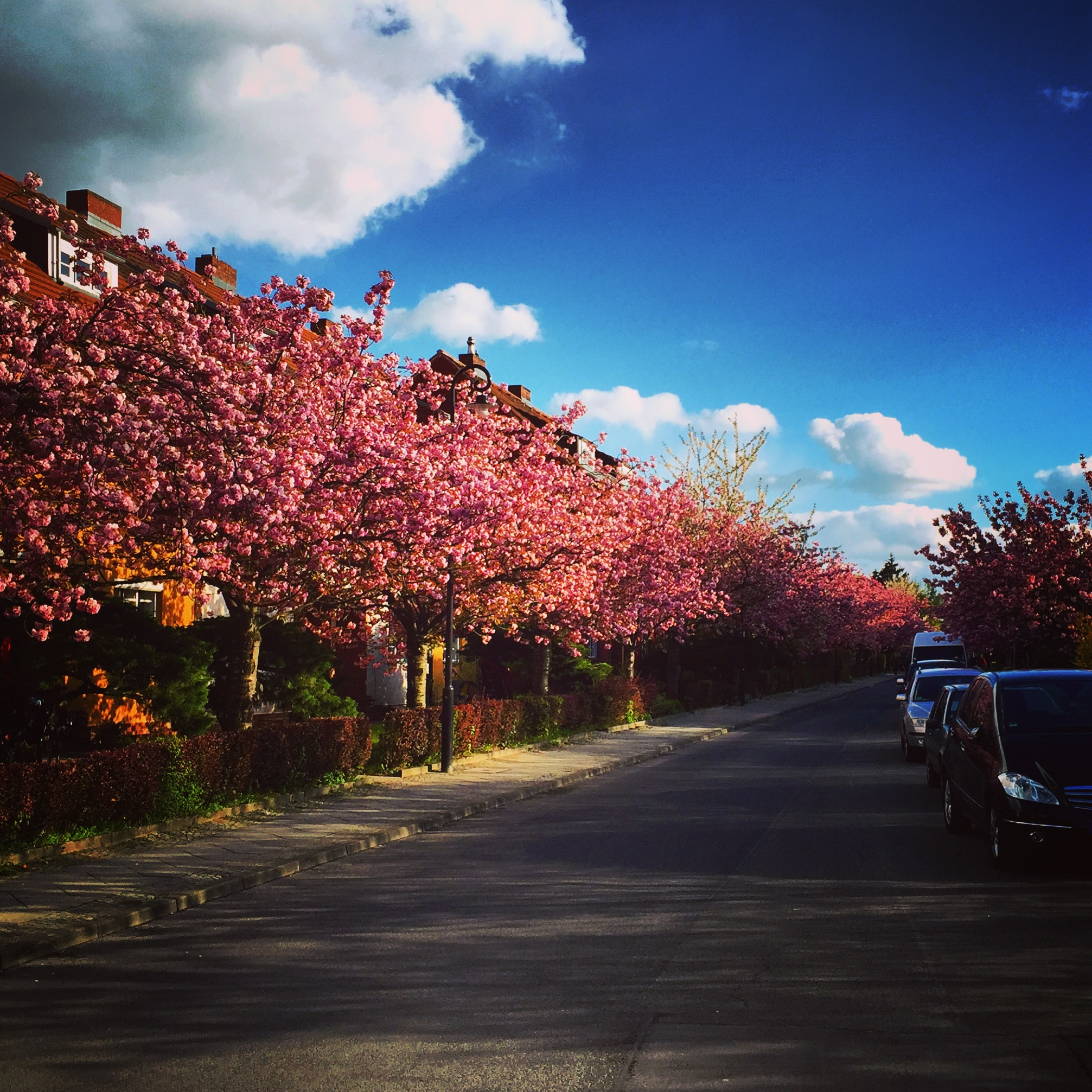
Britzer Baumblüte 2016

Japanische Zierkirschen, die in Britz alljährlich blühen, sind der Anlass für das Baumblütenfest, mit dem seit 1953 in abgewandelter Form die Tradition des Rosenfestes fortgeführt wurde. Der Festplatz mit Schaustellergeschäften befindet sich auf der Parchimer Allee, nahe der Fulhamer Allee.

## Verkehr

### Öffentlicher Nahverkehr
Vier Stationen der U-Bahn-Linie U7 liegen im Ortsteil (Grenzallee, Blaschkoallee, Parchimer Allee und Britz-Süd).
Als wichtige Nord-Süd-Verbindung fungiert die Metrobuslinie M44, die den S-Bahnhof Hermannstraße anbindet. Als direkter Zubringer in die Innenstadt dient die Metrobuslinie M46. Weitere Buslinien ergänzen das Angebot.

### Individualverkehr
Die wichtigsten Straßenzüge sind die in Nord-Süd-Richtung verlaufenden Straßenzüge Britzer Damm–Buckower Damm und Buschkrugallee sowie in West-Ost-Richtung der Straßenzug Gradestraße–Blaschkoallee–Späthstraße, der zur Anschlussstelle Späthstraße der Bundesautobahn 113 führt.

## Bildung
- Bruno-Taut-Schule (Grundschule)
- Grundschule am Teltowkanal
- Herman-Nohl-Schule (Grundschule)

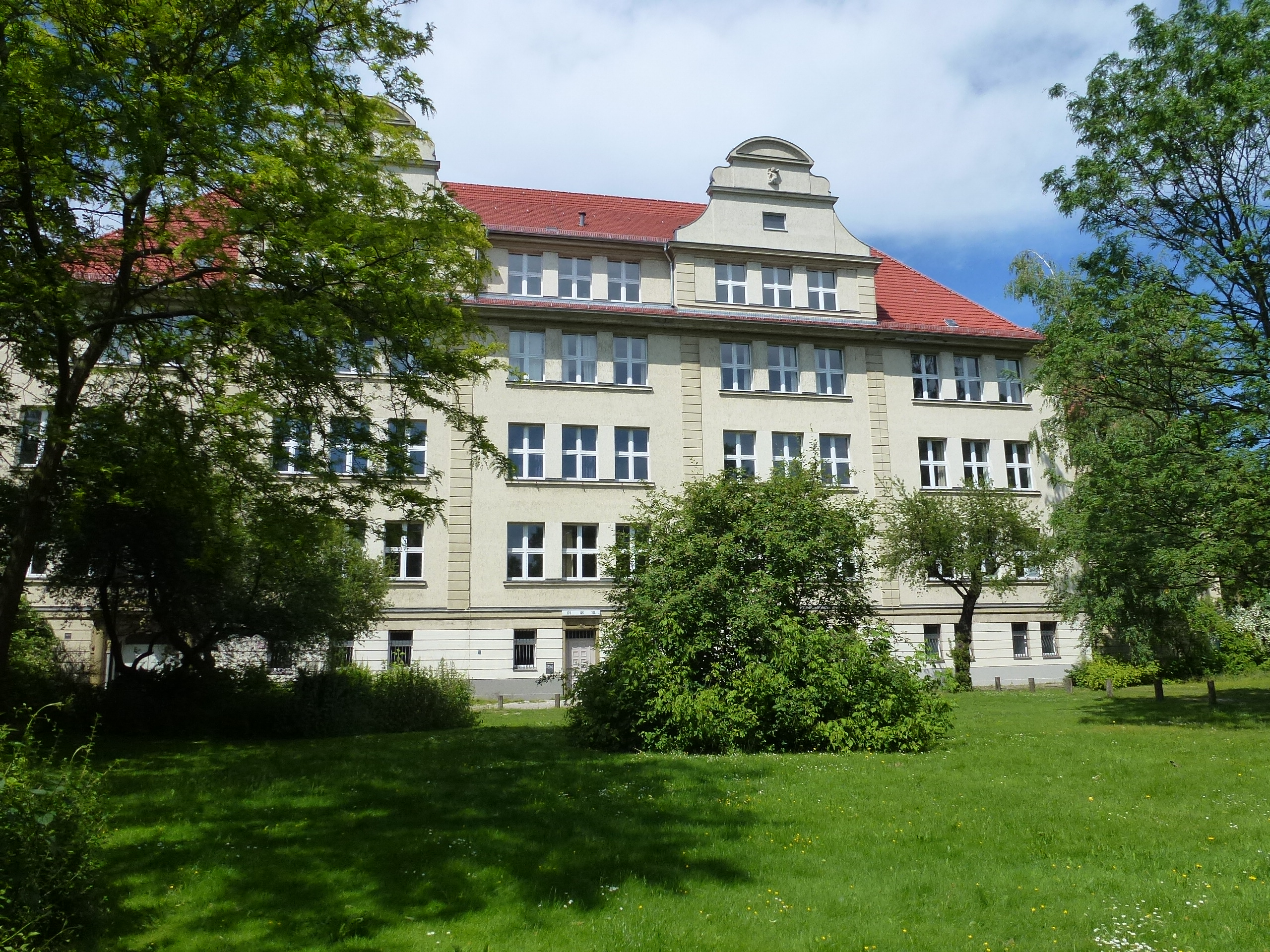
Alfred-Nobel-Schule

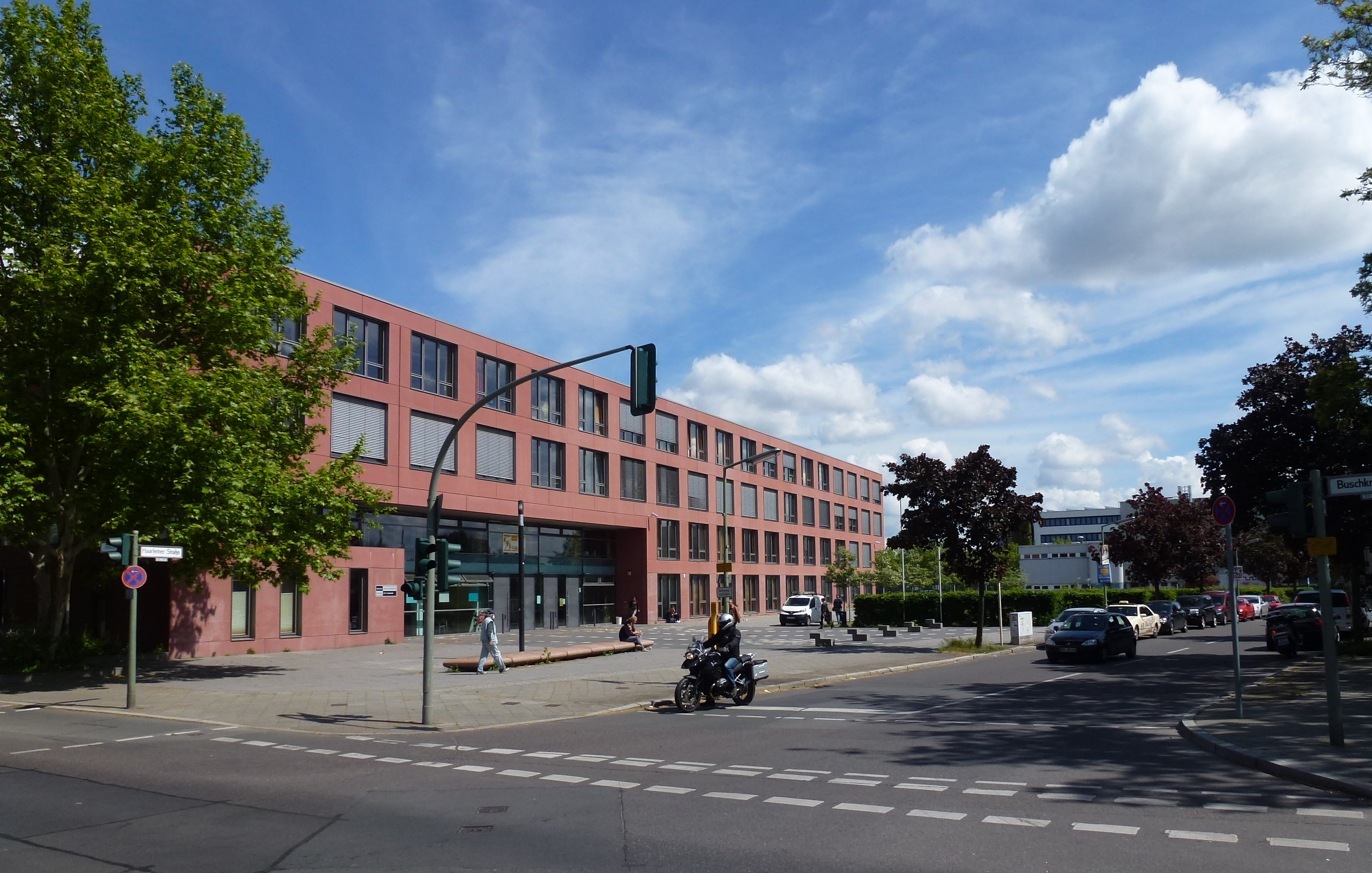
Otto-Hahn-Schule

- Oskar-Heinroth-Schule (Grundschule)
- Wetzlar-Schule (Grundschule)
- Zürich-Schule (Grundschule)
- Fritz-Karsen-Schule (Gemeinschaftsschule)
- Alfred-Nobel-Schule (Integrierte Sekundarschule)
- Otto-Hahn-Schule (Integrierte Sekundarschule)
- Schilling-Schule (Integrierte Sekundarschule, Förderzentrum)
- Albert-Einstein-Gymnasium
- Annedore-Leber-Oberschule (Berufsschule)
- OSZ Informations- und Medizintechnik
- August-Heyn-Gartenarbeitsschule

## Persönlichkeiten

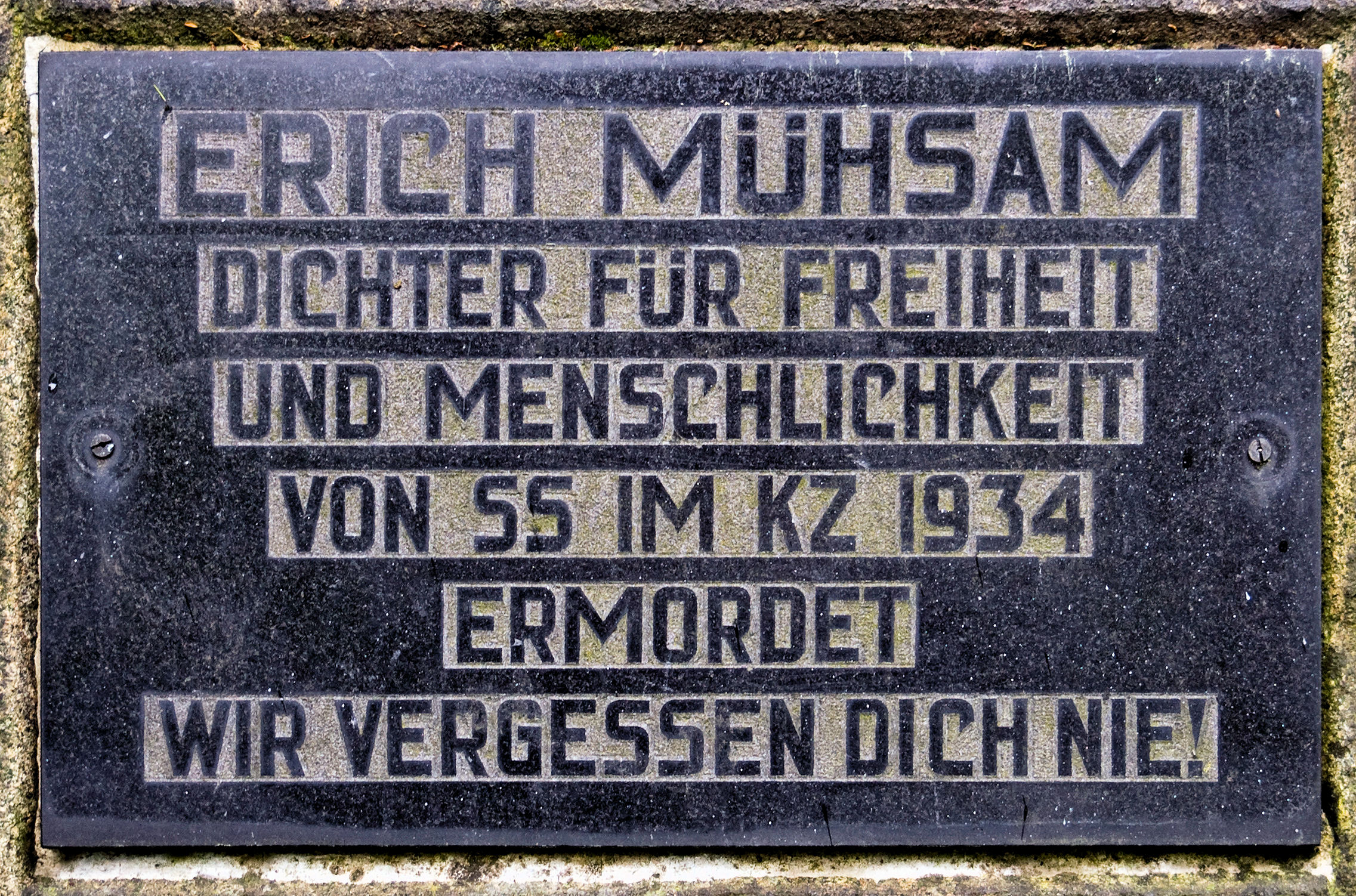
Gedenkstein für Erich Mühsam

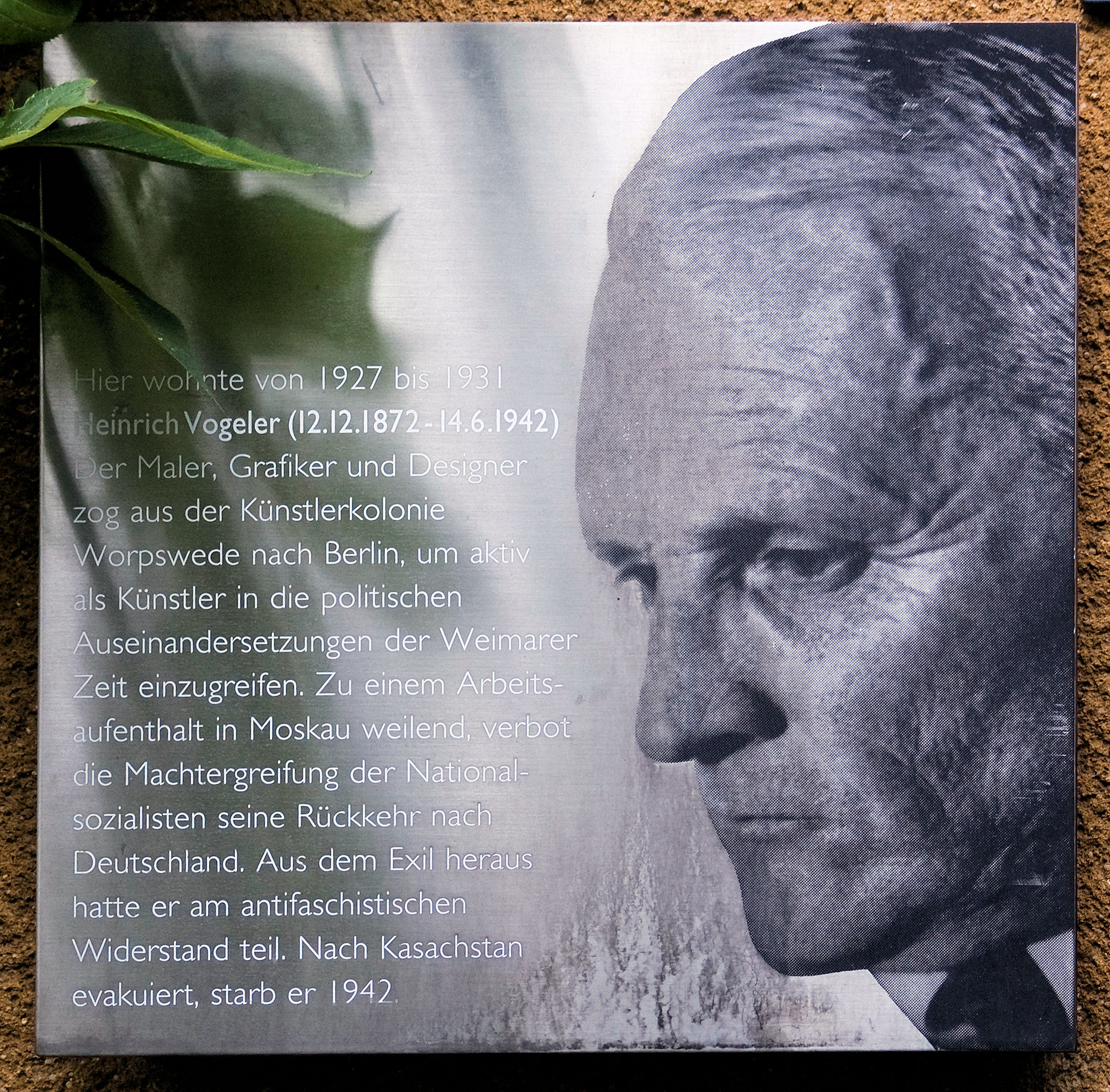
Gedenktafel für Heinrich Vogeler

- Heinrich Vogeler (1872–1942), Künstler, lebte in der Onkel-Bräsig-Straße 138
- Erich Mühsam (1878–1934), Schriftsteller, lebte in der Dörchläuchtingstraße 50
- Ella Kay (1895–1988), Widerstandskämpferin gegen den Nationalsozialismus, lebte am Lowise-Reuter-Ring
- Dora Lösche (1906–1985), Politikerin (SPD), lebte zeitweise in der Hufeisensiedlung
- Hanno Günther (1921–1942), Widerstandskämpfer gegen den Nationalsozialismus, lebte in der Onkel-Bräsig-Straße 108
- Günter de Bruyn (1926–2020), Schriftsteller, in der Buschkrugallee 8 aufgewachsen
- Hanns-Peter Herz (1927–2012), Journalist, lebte in der Hufeisensiedlung
- Jürgen Brinckmeier (1935–1984), Politiker (SPD), lebte in Britz
- Peter Lösche (1939–2016), Politologe, in der Hufeisensiedlung aufgewachsen
- Wolfgang Junge (* 1940), Biophysiker, in Britz aufgewachsen[8]
- Frank Bielka (* 1947), Politiker (SPD), lebt in Britz
- Marianne Rosenberg (* 1955), Schlagersängerin, in der Hufeisensiedlung aufgewachsen
- Hagen Stamm (* 1960), Wasserballer, lebt in Britz
- Murat Topal (* 1975), Kabarettist, lebt in Britz
- Christopher Förster (* 1986), Politiker (CDU), Vorsitzender des CDU-Ortsverbandes Britz